# Stanisław Jędrak
Stanisław Jędrak ps. Stasio (ur. 18 lutego 1909 w Rudach, zm. 1986 w Lublinie) – żołnierz Batalionów Chłopskich, członek Komendy Głównej Okręgu Lublin odpowiedzialny za pomoc więźniom.

## Życiorys
Stanisław Jędrak urodził się 18 lutego 1909 jako syn Adama i Zofii Pruchniak. W trakcie II wojny światowej był współorganizatorem cywilnych i wojskowych struktur ruchu ludowego na Lubelszczyźnie. Był członkiem Komendy Głównej Okręgu Lublin Batalionów Chłopskich. Więziony na zamku Lubelskim. Po wojnie należał do Polskiego Stronnictwa Ludowego. Zmarł w 1986. Został pochowany w Lublinie na cmentarzu przy  ulicy Unickiej.

## Ordery i odznaczenia
- Krzyż Partyzancki